# Santa Rosa, Chilón
Santa Rosa är en ort i Mexiko.   Den ligger i kommunen Chilón och delstaten Chiapas, i den sydöstra delen av landet, 800 km öster om huvudstaden Mexico City. Santa Rosa ligger 1 532 meter över havet och antalet invånare är 132.
Terrängen runt Santa Rosa är kuperad åt sydost, men åt nordväst är den bergig. Santa Rosa ligger uppe på en höjd. Runt Santa Rosa är det ganska tätbefolkat, med 54 invånare per kvadratkilometer. Närmaste större samhälle är Yajalón, 5,5 km norr om Santa Rosa. I omgivningarna runt Santa Rosa växer i huvudsak städsegrön lövskog.